# スプリングボック (都市)
スプリングボック（Springbok）は、南アフリカの都市。人口12790人（2011年）。北ケープ州に属し、ナマクワランド地方の中心都市である。この都市は周辺の銅鉱山の開発のために1862年に建設された。当時の地名はスプリングボックフォンテーンだったが、のちに末尾のフォンテーンが抜け、スプリングボックが地名となった。ボーア戦争時には激戦地となった。現代では銅鉱山の重要性は下がりつつあるが、スプリングボックはこの地方の行政・経済中心として、またケープタウンからナミビアへと向かうN7国道とここから東へ向かいアピントンからプレトリアへと抜けるN14国道の交差する交通の要衝として重要性を持っている。また近年では降雨時にナマクワランド全域で一斉に花が咲き乱れ一面の花園となる風景を求める観光客も増加傾向にある。

## ギャラリー

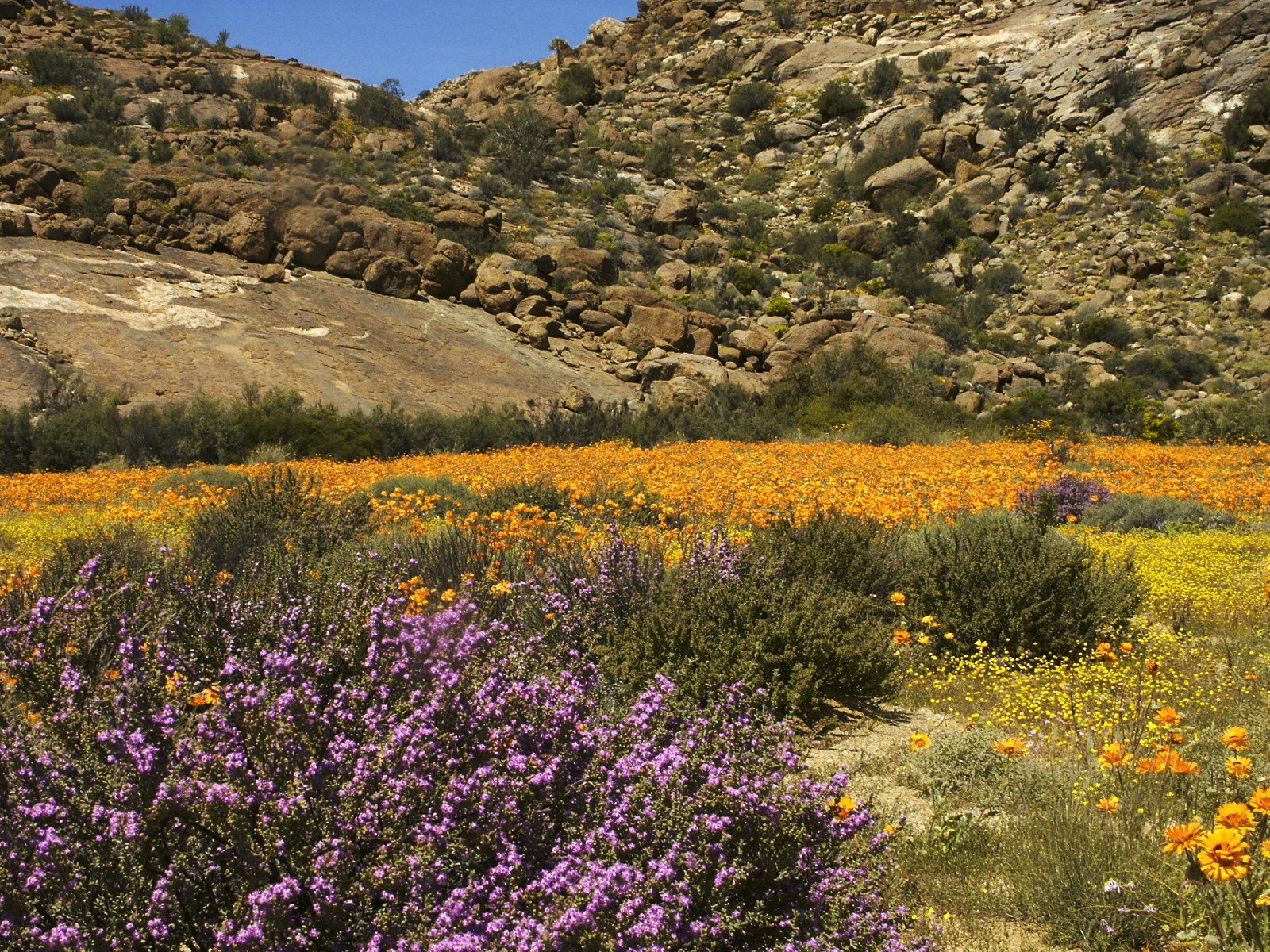
花咲く砂漠
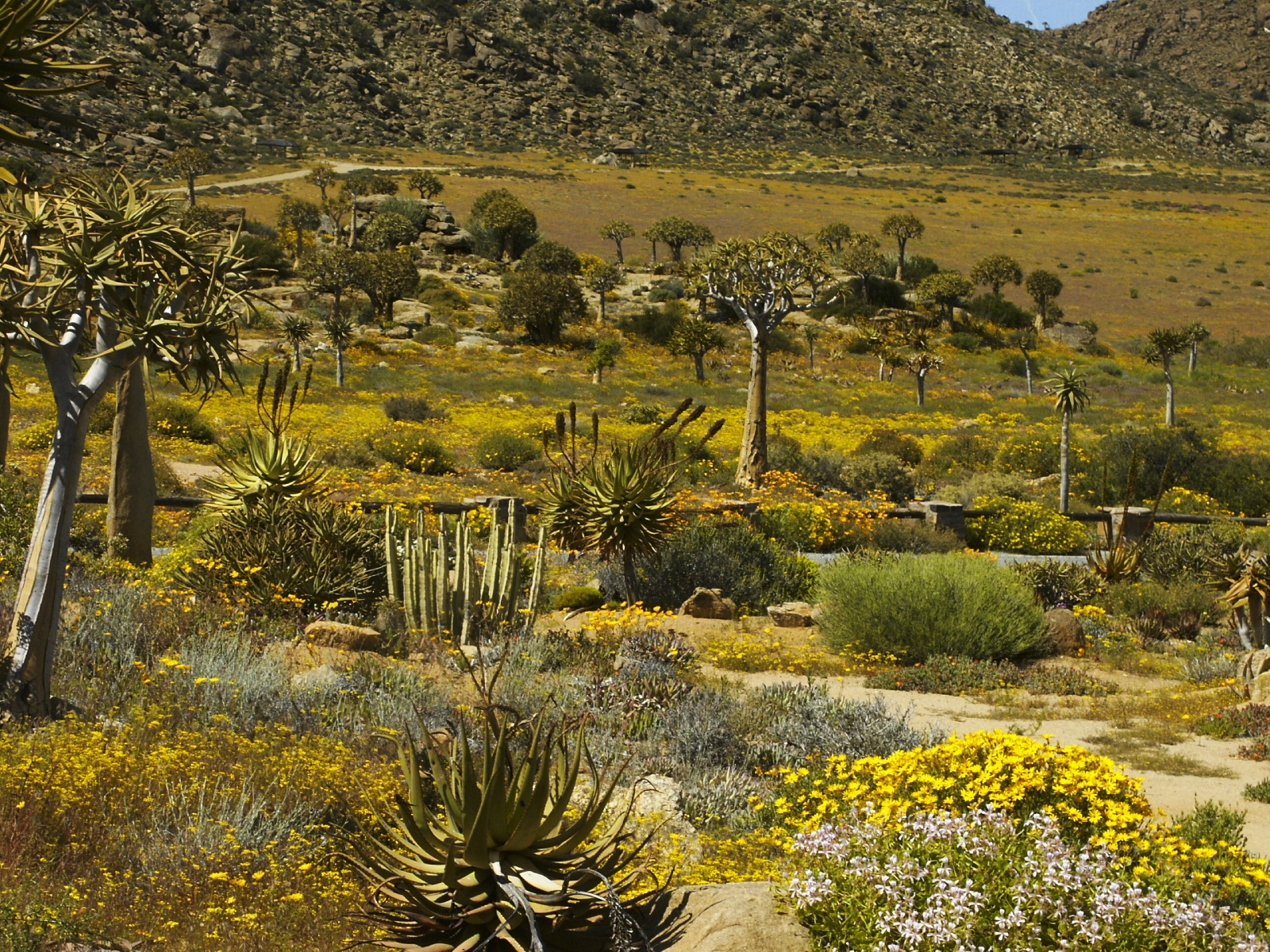
Goegap自然保護区
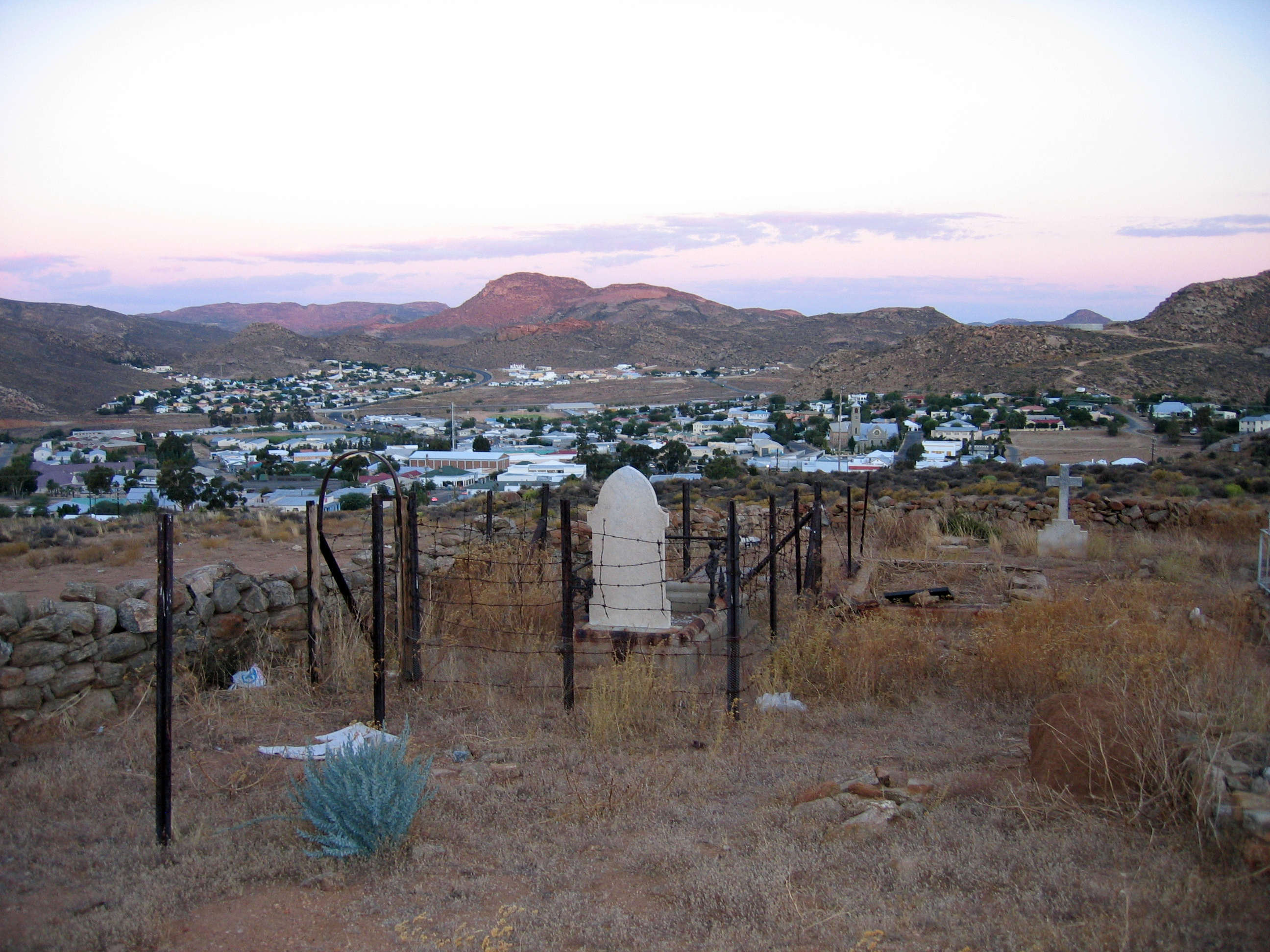
古い墓地からスプリングボックを望む